# エンカウンター湾

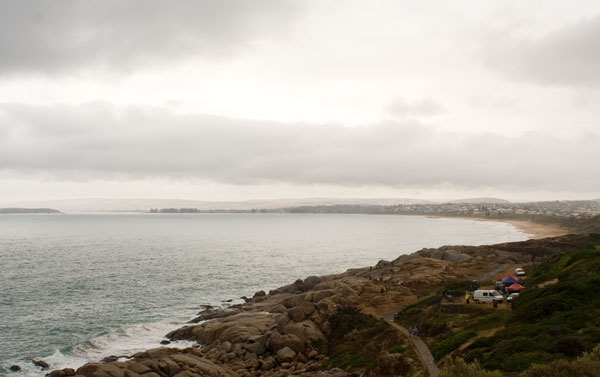
南オーストラリア州ポートエリオットからのエンカウンター湾。

エンカウンター湾（エンカウンターわん、Encounter Bay）は、南オーストラリア州中部沿岸にある湾であり、グレートオーストラリア湾の支湾のひとつである。州都アデレードから約100km南に位置する。先住民のラミンジェリ人はエンカウンター湾をラモン (ンガリンジェリ語:Ramong)と呼んでいる。
エンカウンター湾の名前は、1802年4月8日にイギリスの航海者マシュー・フリンダースと、フランスの航海者ニコラ・ボーダンがここで偶然出会ったことに因む。両者はオーストラリア大陸の海図をイギリスとフランスの為に作成していた。この2人の探険家にとって相手は敵国人であったが、平和的に情報交換を行ったのち別れを告げてそれぞれの航海を続けた。
エンカウンター湾は大きく弧を描きながら、ジャーヴィス岬から、フルリオ半島沿岸、ビクターハーバー、 グールワ、マレー川河口、クーロン、キングストン・SEへと伸びている。